# Hermenegildo Candeias
Hermenegildo de Almeida Candeias (* 17. April 1934 in Oeiras; † 10. Januar 2023) war ein portugiesischer Turner.

## Leben
Hermenegildo Candeias nahm an den Olympischen Spielen 1960 in Rom in allen Turndisziplinen teil. Sein bestes Resultat erzielte er mit Rang 106 im Pauschenpferd-Wettkampf. Später war er Trainer der portugiesischen Nationalmannschaft.